# Phrynobatrachus ungujae
Phrynobatrachus ungujae är en groddjursart som beskrevs av Martin Pickersgill 2007. Phrynobatrachus ungujae ingår i släktet Phrynobatrachus och familjen Phrynobatrachidae. IUCN kategoriserar arten globalt som starkt hotad. Inga underarter finns listade i Catalogue of Life.